# Ioan Popescu (pedagog)
Ioan Popescu (n. 5 iulie 1832, Cața, Brașov - d. 3/15 martie 1892, Sibiu) a fost un pedagog român, membru corespondent al Academiei Române.